# Liste der Stolpersteine in Hamburg-Hoheluft-Ost
Die Liste der Stolpersteine in Hamburg-Hoheluft-Ost enthält alle Stolpersteine, die im Rahmen des gleichnamigen Kunst-Projekts von Gunter Demnig in Hamburg-Hoheluft-Ost verlegt wurden. Mit ihnen soll Opfern des Nationalsozialismus gedacht werden, die in Hamburg-Hoheluft-Ost lebten und wirkten.
Diese Seite ist Teil der Liste der Stolpersteine in Hamburg, da diese mit insgesamt 7202 (Stand: Juni 2025) Steinen zu groß würde und deshalb je Stadtteil, in dem Steine verlegt wurden, eine eigene Seite angelegt wurde.
| Adresse                    | Person(en)                                 | Inschrift | Bilder | Anmerkung |
| -------------------------- | ------------------------------------------ | --- | ------ | --- |
| Abendrothsweg 15 ·         | Else Heilbrunn                             | Hier wohnte Else Heilbrunn Jg. 1919 Flucht 1939 England |        | Eintrag auf stolpersteine-hamburg.de                                                                                   |
| Abendrothsweg 15 ·         | Levy Leo Heilbrunn                         | Hier wohnte Levy Leo Heilbrunn Jg. 1883 Flucht Frankreich interniert Drancy deportiert 1942 ermordet in Auschwitz                                               |        | Eintrag auf stolpersteine-hamburg.de                                                                                   |
| Abendrothsweg 15 ·         | Thekla Heilbrunn geb. Faller               | Hier wohnte Thekla Heilbrunn geb. Faller Jg. 1882 deportiert 1940 Gurs interniert Drancy 1944 Auschwitz ermordet 30.5.1944                                      |        | Eintrag auf stolpersteine-hamburg.de                                                                                   |
| Abendrothsweg 17 ·         | Else Paula Owert geb. Gutmann              | Hier wohnte Else Paula Owert geb. Gutmann Jg. 1877 deportiert 1941 Minsk ermordet                                                                               |        | Eintrag auf stolpersteine-hamburg.de                                                                                   |
| Abendrothsweg 17 ·         | Siegfried Wilhelm Owert                    | Hier wohnte Siegfried Wilhelm Owert Jg. 1874 deportiert 1941 Minsk ermordet                                                                                     |        | Eintrag auf stolpersteine-hamburg.de                                                                                   |
| Abendrothsweg 19 ·         | Edith Behrend                              | Hier wohnte Edith Behrend Jg. 1880 deportiert 1941 Minsk ??? |        | Eintrag auf stolpersteine-hamburg.de Ein weiterer Stolperstein befindet sich in Hamburg-Harvestehude.                  |
| Abendrothsweg 19 ·         | Clara Zipora Böhm geb. Meyer               | Hier wohnte Clara Zipora Böhm geb. Meyer Jg. 1869 deportiert 1942 ermordet in Auschwitz                                                                         |        | Eintrag auf stolpersteine-hamburg.de                                                                                   |
| Abendrothsweg 19 ·         | Dora Guttentag                             | Hier wohnte Dora Guttentag Jg. 1870 deportiert 1941 Riga ermordet                                                                                               |        | Eintrag auf stolpersteine-hamburg.de                                                                                   |
| Abendrothsweg 19 ·         | Ella Guttentag                             | Hier wohnte Ella Guttentag Jg. 1867 deportiert 1943 Theresienstadt ermordet 7.3.1944                                                                            |        | Eintrag auf stolpersteine-hamburg.de                                                                                   |
| Abendrothsweg 19 ·         | Marianne Lehmann                           | Hier wohnte Marianne Lehmann Jg. 1875 deportiert 1941 Riga ermordet                                                                                             |        | Eintrag auf stolpersteine-hamburg.de                                                                                   |
| Abendrothsweg 19 ·         | Ruth Weigert geb. Hamburger                | Hier wohnte Ruth Weigert geb. Hamburger Jg. 1906 1942 KZ Fuhlsbüttel deportiert 1942 Auschwitz ???                                                              |        | Eintrag auf stolpersteine-hamburg.de                                                                                   |
| Abendrothsweg 19 ·         | Elise Wiesenthal geb. Meyer                | Hier wohnte Elise Wiesenthal geb. Meyer Jg. 1862 deportiert 1942 Theresienstadt ermordet 7.8.1942                                                               |        | Eintrag auf stolpersteine-hamburg.de                                                                                   |
| Abendrothsweg 19 ·         | Clara Wolfsohn geb. Freundlich             | Hier wohnte Clara Wolfsohn geb. Freundlich Jg. 1879 deportiert 1941 Minsk ermordet                                                                              |        | Eintrag auf stolpersteine-hamburg.de                                                                                   |
| Abendrothsweg 19 ·         | Ruth Wolfsohn geb. Tuteur                  | Hier wohnte Ruth Wolfsohn geb. Tuteur Jg. 1919 deportiert 1941 Minsk ermordet                                                                                   |        | Eintrag auf stolpersteine-hamburg.de                                                                                   |
| Abendrothsweg 19 ·         | Werner Wolfsohn                            | Hier wohnte Werner Wolfsohn Jg. 1909 deportiert 1941 Minsk ermordet                                                                                             |        | Eintrag auf stolpersteine-hamburg.de                                                                                   |
| Abendrothsweg 23 ·         | Bertha Blankenstein                        | Hier wohnte Bertha Blankenstein Jg. 1876 deportiert 1941 Łodz ???                                                                                               |        | Eintrag auf stolpersteine-hamburg.de                                                                                   |
| Abendrothsweg 23 ·         | Edith Blankenstein                         | Hier wohnte Edith Blankenstein Jg. 1883 deportiert 1941 Łodz ???                                                                                                |        | Eintrag auf stolpersteine-hamburg.de                                                                                   |
| Abendrothsweg 23 ·         | Anna Kaufmann geb. Borchardt               | Hier wohnte Anna Kaufmann geb. Borchardt Jg. 1872 deportiert 1942 Theresienstadt ermordet 16.1.1943                                                             |        | Eintrag auf stolpersteine-hamburg.de                                                                                   |
| Abendrothsweg 23 ·         | Karl Kaufmann                              | Hier wohnte Dr. Karl Kaufmann Jg. 1868 deportiert 1942 Theresienstadt ermordet 12.8.1942                                                                        |        | Eintrag auf stolpersteine-hamburg.de                                                                                   |
| Abendrothsweg 23 ·         | Max Kaufmann                               | Hier wohnte Max Kaufmann Jg. 1906 verhaftet KZ Neuengamme ermordet 19.6.1942                                                                                    |        | Eintrag auf stolpersteine-hamburg.de                                                                                   |
| Abendrothsweg 23 ·         | Emma Michelsohn                            | Hier wohnte Emma Michelsohn genannt Reinbach Jg. 1880 deportiert 1941 Riga ermordet                                                                             |        | Eintrag auf stolpersteine-hamburg.de                                                                                   |
| Abendrothsweg 36 ·         | Ingeborg Jacobsohn                         | Hier wohnte Ingeborg Jacobsohn Jg. 1921 Flucht 1939 Belgien interniert Mechelen deportiert 1944 ermordet in Auschwitz                                           |        | Eintrag auf stolpersteine-hamburg.de                                                                                   |
| Abendrothsweg 36 ·         | Maximilian Jacobsohn                       | Hier wohnte Maximilian Jacobsohn Jg. 1891 Flucht 1938 Belgien interniert Mechelen deportiert 1944 ermordet in Auschwitz                                         |        | Eintrag auf stolpersteine-hamburg.de                                                                                   |
| Abendrothsweg 48 ·         | Rosa Bock geb. Burchhardt                  | Hier wohnte Rosa Bock geb. Burchhardt Jg. 1877 deportiert 1941 Ghetto Minsk ermordet                                                                            |        | Eintrag auf stolpersteine-hamburg.de                                                                                   |
| Abendrothsweg 48 ·         | Ida Löb                                    | Hier wohnte Ida Löb Jg. 1876 deportiert 1941 Riga ??? |        | Eintrag auf stolpersteine-hamburg.de                                                                                   |
| Abendrothsweg 64 ·         | Bertha Cohen                               | Hier wohnte Bertha Cohen Jg. 1870 deportiert 1942 Theresienstadt 1942 Treblinka ermordet                                                                        |        | Eintrag auf stolpersteine-hamburg.de                                                                                   |
| Abendrothsweg 68 ·         | Emilie Rosenberg geb. Zacharias            | Hier wohnte Emilie Rosenberg geb. Zacharias Jg. 1871 deportiert 1942 Theresienstadt ermordet 16.10.1942                                                         |        | Eintrag auf stolpersteine-hamburg.de                                                                                   |
| Breitenfelder Straße 1 ·   | Günther Frühling                           | Hier wohnte Günther Frühling Jg. 1911 zwangssterilisiert 1934 eingewiesen 1939 Heilanstalt Langenhorn verlegt Meseritz-Obrawalde ermordet 24.2.1944             |        | Eintrag auf stolpersteine-hamburg.de                                                                                   |
| Breitenfelder Straße 4 ·   | Ernst Bauer                                | Hier wohnte Ernst Bauer Jg. 1908 deportiert 1941 Minsk ??? |        | Eintrag auf stolpersteine-hamburg.de                                                                                   |
| Breitenfelder Straße 4 ·   | Inge Bauer geb. Neufeld                    | Hier wohnte Inge Bauer geb. Neufeld Jg. 1915 deportiert 1941 Minsk ???                                                                                          |        | Eintrag auf stolpersteine-hamburg.de                                                                                   |
| Breitenfelder Straße 4 ·   | Lucia Bauer                                | Hier wohnte Lucia Bauer Jg. 1876 deportiert 1941 Minsk ??? |        | Eintrag auf stolpersteine-hamburg.de                                                                                   |
| Breitenfelder Straße 8 ·   | Friederike Marmorek geb. Baruch            | Hier wohnte Friederike Marmorek geb. Baruch Jg. 1858 eingewiesen Heilanstalt Langenhorn 'verlegt' 23.9.1940 Brandenburg ermordet 23.9.1940 'Aktion T4'          |        | Eintrag auf stolpersteine-hamburg.de                                                                                   |
| Breitenfelder Straße 30 ·  | Auguste Algava geb. Ziese                  | Hier wohnte Auguste Algava geb. Ziese Jg. 1888 gedemütigt/entrechtet tot 11. Juli 1943                                                                          |        | Eintrag auf stolpersteine-hamburg.de                                                                                   |
| Breitenfelder Straße 30 ·  | Julius Algava                              | Hier wohnte Julius Algava Jg. 1876 ‚Schutzhaft‘ 1943 Gefängnis Fuhlsbüttel deportiert Auschwitz ermordet 15.6.1943                                              |        | Eintrag auf stolpersteine-hamburg.de                                                                                   |
| Breitenfelder Straße 44 ·  | Hertha Josias geb. Selig                   | Hier wohnte Hertha Josias geb. Selig Jg. 1898 deportiert 1942 Theresienstadt ermordet in Auschwitz                                                              |        | Eintrag auf stolpersteine-hamburg.de Stolperstein liegt vor der Zuwegung zu Haus Nr. 44                                |
| Breitenfelder Straße 60 ·  | Agathe Cohn geb. Frank                     | Hier wohnte Agathe Cohn geb. Frank Jg. 1885 deportiert 1941 ermordet in Riga                                                                                    |        | Eintrag auf stolpersteine-hamburg.de                                                                                   |
| Breitenfelder Straße 60 ·  | Ludwig Frank                               | Hier wohnte Ludwig Frank Jg. 1887 eingewiesen 1940 Heilanstalt Langenhorn 'verlegt' 23.9.1940 Brandenburg ermordet 23.9.1940 'Aktion T4'                        |        | Eintrag auf stolpersteine-hamburg.de                                                                                   |
| Curschmannstraße 5 ·       | James Wolff                                | Hier wohnte James Wolff Jg. 1873 deportiert 1942 Theresienstadt 1942 Treblinke ermordet                                                                         |        | Eintrag auf stolpersteine-hamburg.de                                                                                   |
| Curschmannstraße 5 ·       | Thyra Wolff geb. Hildesheim                | Hier wohnte Thyra Wolff geb. Hildesheim Jg. 1874 deportiert 1942 Theresienstadt 1942 Treblinke ermordet                                                         |        | Eintrag auf stolpersteine-hamburg.de                                                                                   |
| Curschmannstraße 11 ·      | Thea Heymann                               | Hier wohnte Thea Heymann Jg. 1908 deportiert 1943 Theresienstadt 1944 Auschwitz ermordet                                                                        |        | Eintrag auf stolpersteine-hamburg.de                                                                                   |
| Curschmannstraße 13 ·      | Martha Goldschmidt geb. Fein               | Hier wohnte Martha Goldschmidt geb. Fein Jg. 1883 deportiert 1941 Riga ???                                                                                      |        | Eintrag auf stolpersteine-hamburg.de                                                                                   |
| Curschmannstraße 13 ·      | Jacob Sakom                                | Hier wohnte Dr. Jacob Sakom Jg. 1877 ermordet 1941 Litauen |        | Eintrag auf stolpersteine-hamburg.de                                                                                   |
| Curschmannstraße 13 ·      | Sophie Sakom geb. Kagan                    | Hier wohnte Sophie Sakom geb. Kagan Jg. 1880 Flucht 1938 Litauen von SS-Einsatzgruppen ermordet 1941                                                            |        | Eintrag auf stolpersteine-hamburg.de                                                                                   |
| Curschmannstraße 31 ·      | Leopold Cassel                             | Hier wohnte Leopold Cassel Jg. 1874 gedemütigt/entrechtet Flucht in den Tod 6.6.1941                                                                            |        | Eintrag auf stolpersteine-hamburg.de                                                                                   |
| Curschmannstraße 39 ·      | Rudolf Klug                                | Hier lehrte Rudolf Klug Jg. 1905 im Widerstand verhaftet 1937 'Landesverrat' Sachsenhausen verurteilt 15.3.1944 erschossen 28.3.1944 Narvik                     |        | Eintrag auf stolpersteine-hamburg.de Ein weiterer Stolperstein befindet sich in Hamburg-Winterhude.                    |
| Eppendorfer Baum 21 ·      | Martha 'Maria'Derenberg geb. Strahl        | Hier wohnte Martha 'Maria' Derenberg geb. Strahl Jg. 1896 verhaftet KZ Fuhlsbüttel 1945 Ravensbrück tot an Haftfolgen 1945                                      |        | Eintrag auf stolpersteine-hamburg.de                                                                                   |
| Eppendorfer Baum 21 ·      | Richard Derenberg                          | Hier wohnte Richard Derenberg Jg. 1879 gedemütigt/entrechtet Flucht in den Tod 27.1.1943                                                                        |        | Eintrag auf stolpersteine-hamburg.de                                                                                   |
| Eppendorfer Baum 39 ·      | Richard Rosenstern                         | Hier wohnte Richard Rosenstern Jg. 1886 1941 KZ Fuhlsbüttel deportiert 1941 Łodz ermordet                                                                       |        | Eintrag auf stolpersteine-hamburg.de                                                                                   |
| Eppendorfer Baum 43 ·      | Fritz Redlich                              | Hier wohnte Fritz Redlich Jg. 1887 Flucht 1938 Holland interniert Westerbork deportiert 1944 Auschwitz ermordet 11.2.1944                                       |        | Eintrag auf stolpersteine-hamburg.de                                                                                   |
| Eppendorfer Baum 43 ·      | Gerd Peter Martin Redlich                  | Hier wohnte Gerd Peter Martin Redlich Jg. 1922 Flucht 1938 Holland deportiert 1941 Mauthausen ermordet 13.9.1941                                                |        | Eintrag auf stolpersteine-hamburg.de                                                                                   |
| Eppendorfer Baum 43 ·      | Günther Redlich                            | Hier wohnte Günther Redlich Jg. 1923 Flucht 1938 Holland interniert Westerbork deportiert 1944 Auschwitz ermordet 30.6.1944                                     |        | Eintrag auf stolpersteine-hamburg.de                                                                                   |
| Eppendorfer Baum 43 ·      | Thekla Redlich geb. Harth                  | Hier wohnte Thekla Redlich geb. Harth Jg. 1897 Flucht 1938 Holland interniert Westerbork deportiert 1944 Auschwitz ermordet 11.2.1944                           |        | Eintrag auf stolpersteine-hamburg.de                                                                                   |
| Eppendorfer Weg 210 ·      | Dora Mankiewicz                            | Hier wohnte Dora Mankiewicz Jg. 1873 deportiert 1942 Theresienstadt 1942 Treblinka ermordet                                                                     |        | Eintrag auf stolpersteine-hamburg.de                                                                                   |
| Eppendorfer Weg 210 ·      | Selma Mankiewicz                           | Hier wohnte Selma Mankiewicz Jg. 1872 deportiert 1942 Theresienstadt 1942 Treblinka ermordet                                                                    |        | Eintrag auf stolpersteine-hamburg.de                                                                                   |
| Eppendorfer Weg 223 ·      | Baszion Lazarus                            | Hier wohnte Baszion Lazarus Jg. 1880 deportiert 1941 ermordet in Minsk                                                                                          |        | Eintrag auf stolpersteine-hamburg.de                                                                                   |
| Eppendorfer Weg 223 ·      | Selma Lazarus                              | Hier wohnte Selma Lazarus Jg. 1881 deportiert 1941 ermordet in Minsk                                                                                            |        | Eintrag auf stolpersteine-hamburg.de                                                                                   |
| Eppendorfer Weg 227 ·      | Heinrich Basch                             | Hier wohnte Heinrich Basch Jg. 1900 deportiert 1941 ermordet in Minsk                                                                                           |        | Eintrag auf stolpersteine-hamburg.de Ein weiterer Stolperstein befindet sich in Hamburg-Neustadt.                      |
| Eppendorfer Weg 258 ·      | Ernst Wassermann                           | Hier wohnte Ernst Wassermann Jg. 1889 mehrmals verhaftet zuletzt 1937 KZ Fuhlsbüttel tot an Haftfolgen 2.8.1938                                                 |        | Eintrag auf stolpersteine-hamburg.de                                                                                   |
| Eppendorfer Weg 258 ·      | Hans Wassermann                            | Hier wohnte Hans Wassermann Jg. 1893 verhaftet 1937 KZ Fuhlsbüttel eingewiesen Heilanstalt Langenhorn tot an Folgen 12.2.1940                                   |        | Eintrag auf stolpersteine-hamburg.de                                                                                   |
| Eppendorfer Weg 265 ·      | Alfred Joseph Michelson                    | Hier wohnte Alfred Joseph Michelson Jg. 1887 deportiert 1942 Theresienstadt 1943 Auschwitz ermordet                                                             |        | Eintrag auf stolpersteine-hamburg.de                                                                                   |
| Eppendorfer Weg 265 ·      | Grete Michelson geb. Meinhardt             | Hier wohnte Grete Michelson geb. Meinhardt Jg. 1893 deportiert 1942 Theresienstadt 1943 Auschwitz ermordet                                                      |        | Eintrag auf stolpersteine-hamburg.de                                                                                   |
| Falkenried 18 ·            | Ella Rieber                                | Hier wohnte Ella Rieber Jg. 1894 eingewiesen 1931 Alsterdorfer Anstalten ‚verlegt‘ 16.8.1943 Heilanstalt Am Steinhof/Wien tot an den Folgen 25.7.1945           |        | Eintrag auf stolpersteine-hamburg.de Stolperstein liegt links im Kleinpflaster neben dem Zugang zu den Häusern Nr. 18  |
| Falkenried 26 ·            | Margarete Zinke                            | Hier wohnte Margarete Zinke Jg. 1914 gehenkt 1945 im KZ Neuengamme                                                                                              |        | Eintrag auf stolpersteine-hamburg.de Stolperstein liegt links im Kleinpflaster neben dem Zugang zu den Häusern Nr. 26  |
| Falkenried 26 ·            | Paul Erich Zinke                           | Hier wohnte Paul Erich Zinke Jg. 1901 gehenkt 1945 im KZ Neuengamme                                                                                             |        | Eintrag auf stolpersteine-hamburg.de Stolperstein liegt links im Kleinpflaster neben dem Zugang zu den Häusern Nr. 26  |
| Falkenried 32 ·            | Marianne Nathan geb. Salomon               | Hier wohnte Marianne Nathan geb. Salomon Jg. 1877 deportiert Auschwitz ermordet 2.1.1943                                                                        |        | Eintrag auf stolpersteine-hamburg.de Stolperstein liegt rechts im Kleinpflaster neben dem Zugang zu den Häusern Nr. 32 |
| Falkenried 99 ·            | Otto Peters                                | Hier wohnte Otto Peters Jg. 1918 verhaftet Zuchthaus Brandenburg enthauptet 17.4.1944                                                                           |        | Eintrag auf stolpersteine-hamburg.de                                                                                   |
| Hegestraße 1 ·             | Anni Dettmann geb. Bielefeld               | Hier wohnte Anni Dettmann geb. Bielefeld Jg. 1907 deportiert 1941 Łodz ???                                                                                      |        | Eintrag auf stolpersteine-hamburg.de                                                                                   |
| Hegestraße 1 ·             | Paula Knopf geb. Rosenbaum                 | Hier wohnte Paula Knopf geb. Rosenbaum Jg. 1909 deportiert 1941 Łodz ermordet 12.1.1942                                                                         |        | Eintrag auf stolpersteine-hamburg.de                                                                                   |
| Hegestraße 1 ·             | Paul Sternberg                             | Hier wohnte Paul Sternberg Jg. 1902 1939 KZ Fuhlsbüttel deportiert 1941 Minsk ???                                                                               |        | Eintrag auf stolpersteine-hamburg.de                                                                                   |
| Hegestraße 46 ·            | Carl Meyer                                 | Hier wohnte Carl Meyer Jg. 1903 eingewiesen 1907 Alsterdorfer Anstalten ‚verlegt‘ 7.8.1943 Heilanstalt Eichberg ‚Heilanstalt‘ Hadamar ermordet 8.10.1944        |        | Eintrag auf stolpersteine-hamburg.de                                                                                   |
| Heider Straße 6 ·          | Erich Starke                               | Hier wohnte Erich Starke Jg. 1901 ermordet 28.6.1942 KZ Neuengamme                                                                                              |        | Eintrag auf stolpersteine-hamburg.de                                                                                   |
| Heider Straße 12 ·         | Abraham Klahr                              | Hier wohnte Abraham Klahr Jg. 1887 deportiert 1941 Łodz/Litzmannstadt ermordet 21.2.1943                                                                        |        | Eintrag auf stolpersteine-hamburg.de                                                                                   |
| Heider Straße 12 ·         | Chana Klahr geb. Engelberg                 | Hier wohnte Chana Klahr geb. Engelberg Jg. 1886 deportiert 1941 Łodz/Litzmannstadt ermordet                                                                     |        | Eintrag auf stolpersteine-hamburg.de                                                                                   |
| Heider Straße 18 ·         | Regina Danciger geb. Dawidowitz            | Hier wohnte Regina Danciger geb. Dawidowitz Jg. 1878 eingewiesen 1935 Heilanstalt Langenhorn 'verlegt' 23.9.1940 Brandenburg ermordet 23.9.1940 'Aktion T4'     |        | Eintrag auf stolpersteine-hamburg.de                                                                                   |
| Heider Straße 18 ·         | Wolf Danciger                              | Hier wohnte Wolf Danciger Jg. 1869 'Polenaktion' 1938 Bentschen/Zbaszyn ermordet im besetzten Polen                                                             |        | Eintrag auf stolpersteine-hamburg.de                                                                                   |
| Heider Straße 21 ·         | Johanna Adler                              | Hier wohnte Johanna Adler Jg. 1866 deportiert 1942 Theresienstadt 1942 Treblinka ermordet                                                                       |        | Eintrag auf stolpersteine-hamburg.de                                                                                   |
| Heider Straße 21 ·         | Rosalie Adler                              | Hier wohnte Rosalie Adler Jg. 1869 deportiert 1942 Theresienstadt ermordet 21.9.1942 Treblinka                                                                  |        | Eintrag auf stolpersteine-hamburg.de                                                                                   |
| Heider Straße 22 ·         | Lea Stemmer geb. Bernfeld                  | Hier wohnte Lea Stemmer geb. Bernfeld Jg. 1889 deportiert 1941 Łodz/Litzmannstadt ermordet                                                                      |        | Eintrag auf stolpersteine-hamburg.de                                                                                   |
| Heider Straße 22 ·         | Moritz Stemmer                             | Hier wohnte Moritz Stemmer Jg. 1886 deportiert 1941 Łodz/Litzmannstadt ermordet 22.4.1942                                                                       |        | Eintrag auf stolpersteine-hamburg.de                                                                                   |
| Heider Straße 23 ·         | Erica Levy geb. Bos                        | Hier wohnte Erica Levy geb. Bos Jg. 1892 deportiert 1941 Riga ermordet                                                                                          |        | Eintrag auf stolpersteine-hamburg.de                                                                                   |
| Heider Straße 23 ·         | Louis Samuel Levy                          | Hier wohnte Louis Samuel Levy Jg. 1875 deportiert 1941 Riga ermordet                                                                                            |        | Eintrag auf stolpersteine-hamburg.de                                                                                   |
| Heider Straße 27 ·         | Anna Loeb geb. Mossner                     | Hier wohnte Anna Loeb geb. Mossner Jg. 1890 deportiert 1941 Minsk ermordet                                                                                      |        | Eintrag auf stolpersteine-hamburg.de                                                                                   |
| Heider Straße 27 ·         | Sally Loeb                                 | Hier wohnte Sally Loeb Jg. 1879 Schutzhaft 1938 Sachsenhausen deportiert 1941 Minsk ermordet                                                                    |        | Eintrag auf stolpersteine-hamburg.de                                                                                   |
| Hoheluftchaussee 14 ·      | Alexander Funke                            | Hier wohnte Alexander Funke Jg. 1866 deportiert 1942 Theresienstadt ermordet 14.8.1942                                                                          |        | Eintrag auf stolpersteine-hamburg.de                                                                                   |
| Hoheluftchaussee 40 ·      | Emmy Schweedt geb. Guth                    | Hier wohnte Emmy Schweedt geb. Guth Jg. 1872 deportiert 1944 Theresienstadt Auschwitz ???                                                                       |        | Eintrag auf stolpersteine-hamburg.de                                                                                   |
| Husumer Straße 1 ·         | Johanna Bachrach geb. Borchardt            | Hier wohnte Johanna Bachrach geb. Borchardt Jg. 1867 deportiert 1942 Theresienstadt 1942 Treblinka ermordet                                                     |        | Eintrag auf stolpersteine-hamburg.de                                                                                   |
| Husumer Straße 1 ·         | Therese Löwenthal                          | Hier wohnte Therese Löwenthal Jg. 1885 deportiert 1941 Riga ???                                                                                                 |        | Eintrag auf stolpersteine-hamburg.de Ein weiterer Stolperstein befindet sich in Hamburg-Rotherbaum.                    |
| Husumer Straße 2 ·         | Rebecca Cohn                               | Hier wohnte Rebecca Cohn Jg. 1881 deportiert 1942 ermordet in Auschwitz                                                                                         |        | Eintrag auf stolpersteine-hamburg.de Ein weiterer Stolperstein befindet sich in Hamburg-Rotherbaum.                    |
| Husumer Straße 6 ·         | Anna Brill geb. Pollitzer                  | Hier wohnte Anna Brill geb. Pollitzer Jg. 1882 deportiert 1941 Riga ermordet                                                                                    |        | Eintrag auf stolpersteine-hamburg.de                                                                                   |
| Husumer Straße 7 ·         | Erna Jilovsky geb. Bergmann                | Hier wohnte Erna Jilovsky geb. Bergmann Jg. 1886 deportiert 1941 Łodz ermordet am 27.5.1944                                                                     |        | Eintrag auf stolpersteine-hamburg.de                                                                                   |
| Husumer Straße 7 ·         | Richard Jilovsky                           | Hier wohnte Richard Jilovsky Jg. 1881 deportiert 1941 Łodz ermordet am 11.12.1943                                                                               |        | Eintrag auf stolpersteine-hamburg.de                                                                                   |
| Husumer Straße 10 ·        | Heinz Braunschweiger                       | Hier wohnte Dr. Heinz Braunschweiger Jg. 1906 Fluchtversuch 1939 MS Athenia torpediert/versenkt tot 3.9.1939                                                    |        | Eintrag auf stolpersteine-hamburg.de                                                                                   |
| Husumer Straße 10 ·        | Jenny Braunschweiger geb. Döhrenbeck       | Hier wohnte Jenny Braunschweiger geb. Döhrenbeck Jg. 1876 deportiert 1941 Minsk ???                                                                             |        | Eintrag auf stolpersteine-hamburg.de                                                                                   |
| Husumer Straße 10 ·        | Louis Braunschweiger                       | Hier wohnte Louis Braunschweiger Jg. 1877 deportiert 1941 Minsk ???                                                                                             |        | Eintrag auf stolpersteine-hamburg.de                                                                                   |
| Husumer Straße 10 ·        | Hans-Jürgen von Halle                      | Hier wohnte Hans-Jürgen von Halle Jg. 1921 verhaftet 1941 Mauthausen ermordet 27.9.1941                                                                         |        | Eintrag auf stolpersteine-hamburg.de                                                                                   |
| Husumer Straße 10 ·        | Oscar Louis von Halle                      | Hier wohnte Oscar Louis von Halle Jg. 1886 deportiert Auschwitz ermordet 31.10.1944                                                                             |        | Eintrag auf stolpersteine-hamburg.de                                                                                   |
| Husumer Straße 10 ·        | Hermann Samuel                             | Hier wohnte Dr. Hermann Samuel Jg. 1881 deportiert 1941 ermordet 29.7.1942 in Łodz                                                                              |        | Eintrag auf stolpersteine-hamburg.de                                                                                   |
| Husumer Straße 12 ·        | Gertrud Levy                               | Hier wohnte Gertrud Levy Jg. 1889 deportiert 1941 Riga ??? |        | Eintrag auf stolpersteine-hamburg.de                                                                                   |
| Husumer Straße 12 ·        | Ludwig Schwabe                             | Hier wohnte Ludwig Schwabe Jg. 1868 Selbstmord 14.12.1941 |        | Eintrag auf stolpersteine-hamburg.de                                                                                   |
| Husumer Straße 12 ·        | Pauline Schwabe geb. Kaufmann              | Hier wohnte Pauline Schwabe geb. Kaufmann Jg. 1864 Selbstmord 14.12.1941                                                                                        |        | Eintrag auf stolpersteine-hamburg.de                                                                                   |
| Husumer Straße 13 ·        | Henriette Heymann geb. Kahl                | Hier wohnte Henriette Heymann geb. Kahl Jg. 1878 eingewiesen 1940 Heilanstalt Langenhorn ‚verlegt‘ 23.9.1940 Brandenburg ermordet 23.9.1940 ‚Aktion T4‘         |        | Eintrag auf stolpersteine-hamburg.de                                                                                   |
| Husumer Straße 14 ·        | Marie Henschel                             | Hier wohnte Marie Henschel Jg. 1886 gedemütigt/entrechtet Flucht in den Tod 6.12.1941                                                                           |        | Eintrag auf stolpersteine-hamburg.de                                                                                   |
| Husumer Straße 14 ·        | Margarethe Reyersbach                      | Hier wohnte Margarethe Reyersbach Jg. 1889 deportiert 1941 Łodz ermordet                                                                                        |        | Eintrag auf stolpersteine-hamburg.de                                                                                   |
| Husumer Straße 14 ·        | Bertha Solymos geb. Haagen                 | Hier wohnte Bertha Solymos geb. Haagen Jg. 1886 deportiert 1941 Minsk ermordet                                                                                  |        | Eintrag auf stolpersteine-hamburg.de                                                                                   |
| Husumer Straße 14 ·        | Moric Solymos                              | Hier wohnte Moric Solymos Jg. 1882 deportiert 1941 Minsk ermordet                                                                                               |        | Eintrag auf stolpersteine-hamburg.de                                                                                   |
| Husumer Straße 16 ·        | Emil Abraham Asten                         | Hier wohnte Emil Abraham Asten Jg. 1866 gedemütigt/entrechtet Flucht in Tod 17.4.1939                                                                           |        | Eintrag auf stolpersteine-hamburg.de                                                                                   |
| Husumer Straße 16 ·        | Hennriette Asten geb. Hertz                | Hier wohnte Hennriette Asten geb. Hertz Jg. 1879 deportiert 1941 Riga ermordet                                                                                  |        | Eintrag auf stolpersteine-hamburg.de                                                                                   |
| Husumer Straße 16 ·        | Minna Dessau geb. Hilsheim                 | Hier wohnte Minna Dessau geb. Hilsheim Jg. 1873 Flucht Holland interniert Westerbork deportiert 1943 Sobibor ermordet                                           |        | Eintrag auf stolpersteine-hamburg.de                                                                                   |
| Husumer Straße 16 ·        | Samuel Dessau                              | Hier wohnte Dr. Samuel Dessau Jg. 1904 Flucht Holland deportiert 1944 KZ Bergen-Belsen ermordet 21.2.1945                                                       |        | Eintrag auf stolpersteine-hamburg.de                                                                                   |
| Husumer Straße 16 ·        | Olga Hertz                                 | Hier wohnte Olga Hertz Jg. 1880 deportiert 1941 Łodz ermordet 5.4.1942                                                                                          |        | Eintrag auf stolpersteine-hamburg.de                                                                                   |
| Husumer Straße 16 ·        | Berta Hoffmann                             | Hier wohnte Berta Hoffmann Jg. 1916 ausgewiesen 1938 Zbaszyn/Polen ermordet                                                                                     |        | Eintrag auf stolpersteine-hamburg.de                                                                                   |
| Husumer Straße 18 ·        | Heinz Hirschfeld                           | Hier wohnte Heinz Hirschfeld Jg. 1915 eingewiesen 1940 Landesanstalt Brandenburg ermordet                                                                       |        | Eintrag auf stolpersteine-hamburg.de                                                                                   |
| Husumer Straße 18 ·        | Jettchen 'Jenny'Hirschfeld geb. Tannenbaum | Hier wohnte Jettchen 'Jenny' Hirschfeld geb. Tannenbaum Jg. 1879 deportiert 1941 Minsk ermordet                                                                 |        | Eintrag auf stolpersteine-hamburg.de                                                                                   |
| Husumer Straße 18 ·        | Siegfried Hirschfeld                       | Hier wohnte Siegfried Hirschfeld Jg. 1880 deportiert 1941 Minsk ermordet                                                                                        |        | Eintrag auf stolpersteine-hamburg.de                                                                                   |
| Husumer Straße 19 ·        | Frida Haarburger                           | Hier wohnte Frida Haarburger Jg. 1872 gedemütigt/entrechtet Flucht in den Tod 7.11.1941                                                                         |        | Eintrag auf stolpersteine-hamburg.de                                                                                   |
| Husumer Straße 19 ·        | Selma Löwenstein                           | Hier wohnte Selma Löwenstein Jg. 1874 Flucht 1939 Holland interniert Westerbork deportiert 1942 ermordet in Auschwitz                                           |        | Eintrag auf stolpersteine-hamburg.de                                                                                   |
| Husumer Straße 19 ·        | Bernhard Schwarz                           | Hier wohnte Bernhard Schwarz Jg. 1877 deportiert 1941 Łodz ermordet                                                                                             |        | Eintrag auf stolpersteine-hamburg.de                                                                                   |
| Husumer Straße 19 ·        | Toni Schwarz geb. Aberbach                 | Hier wohnte Toni Schwarz geb. Aberbach Jg. 1883 deportiert 1941 Łodz ermordet                                                                                   |        | Eintrag auf stolpersteine-hamburg.de                                                                                   |
| Klosterallee 100 ·         | Rosa Stern geb. Gumpel                     | Hier wohnte Rosa Stern geb. Gumpel Jg. 1870 deportiert 1942 Theresienstadt ermordet 9.1.1943                                                                    |        | Eintrag auf stolpersteine-hamburg.de                                                                                   |
| Klosterallee 100 ·         | Ely Liebreich                              | Hier wohnte Ely Liebreich Jg. 1884 deportiert 1945 Theresienstadt befreit                                                                                       |        | Eintrag auf stolpersteine-hamburg.de                                                                                   |
| Klosterallee 100 ·         | Leopold Liebreich                          | Hier wohnte Leopold Liebreich Jg. 1919 verhaftet 2.11.1943 Gefängnis Fuhlsbüttel deportiert 1944 Auschwitz KZ Buchenwald befreit                                |        | Eintrag auf stolpersteine-hamburg.de                                                                                   |
| Klosterallee 102 ·         | Helene Kohn geb. Aschenbrandt              | Hier wohnte Helene Kohn geb. Aschenbrandt Jg. 1888 deportiert 1941 Riga ermordet                                                                                |        | Eintrag auf stolpersteine-hamburg.de                                                                                   |
| Klosterallee 108 ·         | Alice Nürenberg geb. Leipziger             | Hier wohnte Alice Nürenberg geb. Leipziger Jg. 1880 deportiert 1942 Theresienstadt ermordet 12.5.1943                                                           |        | Eintrag auf stolpersteine-hamburg.de                                                                                   |
| Kremper Straße 2 ·         | Israel ‚Max‘ Brand                         | Hier wohnte Israel Brand Jg. 1886 deportiert 1941 Łodz/Litzmannstadt ermordet 12.9.1942                                                                         |        | Eintrag auf stolpersteine-hamburg.de                                                                                   |
| Kremper Straße 2 ·         | Olga Brand geb. Jotkowitz                  | Hier wohnte Olga Brand geb. Jotkowitz Jg. 1886 deportiert 1941 Łodz/Litzmannstadt ermordet 6.7.1944 Chelmno/Kulmhof                                             |        | Eintrag auf stolpersteine-hamburg.de                                                                                   |
| Kremper Straße 10 ·        | Henriette Emmy Bosch geb. Rheine           | Hier wohnte Henriette Emmy Bosch geb. Rheine Jg. 1869 deportiert 1942 Theresienstadt 1942 Treblinka ermordet                                                    |        | Eintrag auf stolpersteine-hamburg.de                                                                                   |
| Lehmweg 5 ·                | Paula Kleve geb. Halberstadt               | Hier wohnte Paula Kleve geb. Halberstadt Jg. 1874 deportiert 1942 Theresienstadt 1942 Treblinka ermordet                                                        |        | Eintrag auf stolpersteine-hamburg.de                                                                                   |
| Lehmweg 6 ·                | Alexander Kayser                           | Hier wohnte Alexander Kayser Jg. 1890 deportiert 1941 Minsk ermordet                                                                                            |        | Eintrag auf stolpersteine-hamburg.de                                                                                   |
| Lehmweg 6 ·                | Günther Kayser                             | Hier wohnte Günther Kayser Jg. 1938 deportiert 1941 Minsk ermordet                                                                                              |        | Eintrag auf stolpersteine-hamburg.de                                                                                   |
| Lehmweg 6 ·                | Lisa Kayser                                | Hier wohnte Lisa Kayser Jg. 1923 deportiert 1942 ermordet |        | Eintrag auf stolpersteine-hamburg.de                                                                                   |
| Lehmweg 6 ·                | Paula Kayser geb. Nussbaum                 | Hier wohnte Paula Kayser geb. Nussbaum Jg. 1901 deportiert 1941 Minsk ermordet                                                                                  |        | Eintrag auf stolpersteine-hamburg.de                                                                                   |
| Lehmweg 6 ·                | Karl Zietlow                               | Hier wohnte Karl Zietlow Jg. 1901 in Haft KZ Neuengamme abtransportiert mit MS Thielbek ertrunken                                                               |        | Eintrag auf stolpersteine-hamburg.de Stolperstein liegt links neben der Einfahrt zur Tiefgarage                        |
| Lehmweg 9 ·                | Leonhardt Levy                             | Hier wohnte Dr. Leonhardt Levy Jg. 1898 Flucht 1938 Holland interniert 1943 Westerbork deportiert 1944 Bergen-Belsen tot an Haftfolgen                          |        | Eintrag auf stolpersteine-hamburg.de Stolperstein liegt rechts vorn im Pflaster der Einfahrt                           |
| Lehmweg 9 ·                | Albert Schreiber                           | Hier wohnte Albert Schreiber Jg. 1900 deportiert 1941 Minsk ermordet                                                                                            |        | Eintrag auf stolpersteine-hamburg.de Stolperstein liegt rechts vorn im Pflaster der Einfahrt                           |
| Lehmweg 9 ·                | Hermann Schreiber                          | Hier wohnte Hermann Schreiber Jg. 1892 deportiert 1941 Riga ermordet                                                                                            |        | Eintrag auf stolpersteine-hamburg.de Stolperstein liegt rechts vorn im Pflaster der Einfahrt                           |
| Lehmweg 31 ·               | Walter Klahn                               | Hier wohnte Walter Klahn Jg. 1901 verhaftet 1940 Emslandlager ermordet 30.11.1944                                                                               |        | Eintrag auf stolpersteine-hamburg.de                                                                                   |
| Lehmweg 44 ·               | Wilhelm Jotkowitz                          | Hier wohnte Wilhelm Jotkowitz Jg. 1877 deportiert 1941 ermordet in Minsk                                                                                        |        | Eintrag auf stolpersteine-hamburg.de                                                                                   |
| Lehmweg 45 ·               | David Hirsch                               | Hier wohnte David Hirsch Jg. 1882 deportiert 1941 Minsk ermordet                                                                                                |        | Eintrag auf stolpersteine-hamburg.de                                                                                   |
| Lehmweg 45 ·               | Johanna Hirsch geb. Pergamenter            | Hier wohnte Johanna Hirsch geb. Pergamenter Jg. 1883 deportiert 1941 Minsk ermordet                                                                             |        | Eintrag auf stolpersteine-hamburg.de                                                                                   |
| Lehmweg 45 ·               | Bela Wimmer                                | Hier wohnte Bela Wimmer Jg. 1940 deportiert 1941 Minsk ermordet                                                                                                 |        | Eintrag auf stolpersteine-hamburg.de                                                                                   |
| Lehmweg 45 ·               | Margot Wimmer                              | Hier wohnte Margot Wimmer Jg. 1911 deportiert 1941 Minsk ermordet                                                                                               |        | Eintrag auf stolpersteine-hamburg.de                                                                                   |
| Lehmweg 45 ·               | Wilhelm Wimmer                             | Hier wohnte Wilhelm Wimmer Jg. 1904 deportiert 1941 Minsk ermordet                                                                                              |        | Eintrag auf stolpersteine-hamburg.de                                                                                   |
| Lehmweg 48 ·               | David Heilbrunn                            | Hier wohnte David Heilbrunn Jg. 1875 deportiert 1941 ermordet in Minsk                                                                                          |        | Eintrag auf stolpersteine-hamburg.de                                                                                   |
| Lehmweg 48 ·               | Rosa Heilbrunn geb. Rendsburg              | Hier wohnte Rosa Heilbrunn geb. Rendsburg Jg. 1876 deportiert 1941 ermordet in Minsk                                                                            |        | Eintrag auf stolpersteine-hamburg.de                                                                                   |
| Lehmweg 57 ·               | Wilhelmine Rosenbaum geb. Stock            | Hier wohnte Wilhelmine Rosenbaum geb. Stock Jg. 1876 deportiert 1941 Minsk ???                                                                                  |        | Eintrag auf stolpersteine-hamburg.de                                                                                   |
| Löwenstraße 5 ·            | Erna Behling geb. Behnke                   | Hier wohnte Erna Behling geb. Behnke Jg. 1884 verhaftet 1944 KZ Fuhlsbüttel gehenkt 21.4.1945 Neuengamme                                                        |        | Eintrag auf stolpersteine-hamburg.de Stolperstein liegt rechts neben dem Zugang zu den Häusern Nr. 3/5                 |
| Löwenstraße 12 ·           | Recha Lubelsky geb. Stern                  | Hier wohnte Recha Lubelsky geb. Stern Jg. 1904 deportiert 1941 Łodz 1942 Chelmno ermordet                                                                       |        | Eintrag auf stolpersteine-hamburg.de                                                                                   |
| Löwenstraße 12 ·           | Ruth-Olga Lubelsky                         | Hier wohnte Ruth-Olga Lubelsky Jg. 1932 deportiert 1941 Łodz 1942 Chelmno ermordet                                                                              |        | Eintrag auf stolpersteine-hamburg.de                                                                                   |
| Löwenstraße 30 ·           | John Josephi                               | Hier wohnte John Josephi Jg. 1879 deportiert 1941 Minsk ??? |        | Eintrag auf stolpersteine-hamburg.de                                                                                   |
| Löwenstraße 30 ·           | Selma Josephi geb. Stein                   | Hier wohnte Selma Josephi geb. Stein Jg. 1889 deportiert 1941 Minsk ???                                                                                         |        | Eintrag auf stolpersteine-hamburg.de                                                                                   |
| Löwenstraße 30 ·           | Hans Nathan                                | Hier wohnte Hans Nathan Jg. 1894 deportiert 1943 Theresienstadt ermordet in Auschwitz                                                                           |        | Eintrag auf stolpersteine-hamburg.de                                                                                   |
| Löwenstraße 50 ·           | Martha Henriette Heyn                      | Hier wohnte Martha Henriette Heyn Jg. 1879 gedemütigt/entrechtet Flucht in den Tod 12.7.1942                                                                    |        | Eintrag auf stolpersteine-hamburg.de                                                                                   |
| Löwenstraße 50 ·           | Dora Rosenberg                             | Hier wohnte Dora Rosenberg Jg. 1879 deportiert 1941 ermordet in Riga                                                                                            |        | Eintrag auf stolpersteine-hamburg.de                                                                                   |
| Löwenstraße 52 ·           | Martha Aron                                | Hier wohnte Martha Aron Jg. 1868 deportiert 1942 Theresienstadt 1942 Treblinka ermordet                                                                         |        | Eintrag auf stolpersteine-hamburg.de                                                                                   |
| Löwenstraße 52 ·           | Joseph Halberstadt                         | Hier wohnte Joseph Halberstadt Jg. 1862 deportiert 1942 Theresienstadt ermordet 30.9.1942                                                                       |        | Eintrag auf stolpersteine-hamburg.de                                                                                   |
| Löwenstraße 52 ·           | Martha Halberstadt geb. Elias              | Hier wohnte Martha Halberstadt geb. Elias Jg. 1859 deportiert 1942 Theresienstadt ermordet 10.10.1942                                                           |        | Eintrag auf stolpersteine-hamburg.de                                                                                   |
| Löwenstraße 61 ·           | Kurt Schröder                              | Hier wohnte Kurt Schröder Jg. 1910 eingewiesen 1924 Alsterdorfer Anstalten Heilanstalt Langenhorn ‚verlegt‘ 28.7.1941 Heilanstalt Tiegenhof ermordet 27.10.1942 |        | Eintrag auf stolpersteine-hamburg.de                                                                                   |
| Meldorfer Straße 5 ·       | Ursula Lazarus                             | Hier wohnte Ursula Lazarus Jg. 1921 deportiert 1941 Minsk ermordet                                                                                              |        | Eintrag auf stolpersteine-hamburg.de                                                                                   |
| Meldorfer Straße 11 ·      | Henriette Himmelstern geb. Solmar          | Hier wohnte Henriette Himmelstern geb. Solmar Jg. 1867 deportiert 1942 Theresienstadt ermordet 1.8.1942                                                         |        | Eintrag auf stolpersteine-hamburg.de                                                                                   |
| Meldorfer Straße 14 ·      | Willy Otto Wartenberger                    | Hier wohnte Willy Otto Wartenberger Jg. 1878 deportiert 1943 Theresienstadt ermordet 29.1.1944                                                                  |        | Eintrag auf stolpersteine-hamburg.de                                                                                   |
| Neumünstersche Straße 8 ·  | Elfriede Rothenburg geb. Marcus            | Hier wohnte Elfriede Rothenburg geb. Marcus Jg. 1885 deportiert 1941 ermordet in Łodz/Litzmannstadt                                                             |        | Eintrag auf stolpersteine-hamburg.de                                                                                   |
| Neumünstersche Straße 8 ·  | Gerdt Rothenburg                           | Hier wohnte Gerdt Rothenburg Jg. 1916 deportiert 1941 ermordet in Łodz/Litzmannstadt                                                                            |        | Eintrag auf stolpersteine-hamburg.de                                                                                   |
| Neumünstersche Straße 8 ·  | Siegfried Rothenburg                       | Hier wohnte Siegfried Rothenburg Jg. 1874 deportiert 1941 ermordet in Łodz/Litzmannstadt                                                                        |        | Eintrag auf stolpersteine-hamburg.de                                                                                   |
| Neumünstersche Straße 10 · | Henriette Mahler geb. Peine                | Hier wohnte Henriette Mahler geb. Peine Jg. 1865 deportiert 1942 Theresienstadt ermordet 10.1.1943                                                              |        | Eintrag auf stolpersteine-hamburg.de                                                                                   |
| Neumünstersche Straße 32 · | Nanny Hammerschlag geb. Oppenheimer        | Hier wohnte Nanny Hammerschlag geb. Oppenheimer Jg. 1883 deportiert 1941 Riga ermordet                                                                          |        | Eintrag auf stolpersteine-hamburg.de                                                                                   |
| Neumünstersche Straße 32 · | Otto Hammerschlag                          | Hier wohnte Otto Hammerschlag Jg. 1874 deportiert 1942 Theresienstadt ermordet 11.2.1943                                                                        |        | Eintrag auf stolpersteine-hamburg.de                                                                                   |
| Neumünstersche Straße 32 · | Hella Müller geb. Jacobson                 | Hier wohnte Hella Müller geb. Jacobson Jg. 1866 deportiert 1942 Theresienstadt 1942 Treblinka ermordet                                                          |        | Eintrag auf stolpersteine-hamburg.de                                                                                   |
| Neumünstersche Straße 33 · | Meta Horwitz geb. Bramson                  | Hier wohnte Meta Horwitz geb. Bramson Jg. 1871 gedemütigt/entrechtet Flucht in den Tod 9.12.1941                                                                |        | Eintrag auf stolpersteine-hamburg.de                                                                                   |
| Neumünstersche Straße 36 · | Goldine Pinkus geb. Rosenfeldt             | Hier wohnte Goldine Pinkus geb. Rosenfeldt Jg. 1892 Flucht 1933 Holland interniert 1943 Vught deportiert 1943 Auschwitz ermordet 18.11.1943                     |        | Eintrag auf stolpersteine-hamburg.de                                                                                   |
| Neumünstersche Straße 36 · | Ilse Senta Pinkus                          | Hier wohnte Ilse Senta Pinkus Jg. 1924 Flucht 1933 Holland interniert 1942 Westerbork deportiert Auschwitz ermordet 17.8.1942                                   |        | Eintrag auf stolpersteine-hamburg.de                                                                                   |
| Neumünstersche Straße 36 · | Philipp Pinkus                             | Hier wohnte Philipp Pinkus Jg. 1891 Flucht 1933 Holland interniert 1942 Vught deportiert 1943 Auschwitz ermordet 18.11.1943                                     |        | Eintrag auf stolpersteine-hamburg.de                                                                                   |
| Neumünstersche Straße 37 · | Sophie Levy geb. Traugott                  | Hier wohnte Sophie Levy geb. Traugott Jg. 1881 deportiert 1941 ermordet in Minsk                                                                                |        | Eintrag auf stolpersteine-hamburg.de                                                                                   |
| Neumünstersche Straße 42 · | Christina Baum                             | Hier wohnte Christina Baum Jg. 1897 deportiert 1941 Ghetto Minsk ermordet                                                                                       |        | Eintrag auf stolpersteine-hamburg.de                                                                                   |